# Ectinosoma papuarum
Ectinosoma papuarum is een eenoogkreeftjessoort uit de familie van de Ectinosomatidae. De wetenschappelijke naam van de soort is voor het eerst geldig gepubliceerd in 1997 door Seifried.